# Krenedits Ferenc
Krenedits Ferenc (Krenedics; Vác, 1829. január 8. – Vác, 1891. július 8.) pedagógus, a váci siketnéma intézet igazgatója, 48-as nemzetőr, majd honvéd.

## Élete
Krenedits Antal és Malovecz Anna fia. Felesége 1853-tól visontai Kovách Inocencia (?-1911).
1846-ban a pesti egyetemre iratkozott be. 1848-ban a győri jogakadémia végzős hallgatója volt, amikor szeptemberben közvitéz lett az önkéntes nemzetőrségnél. Ivánka Imre őrnagy alatt részt vett a Josip Jelačić elleni harcokban. Később átlépett a honvéd tüzérséghez. Tűzmester, 1849. februárjától hadnagy, végül főhadnagy és Lukács Dénes tüzér ezredes segédtisztje lett. Besorozták a 39. gyalogezredhez. 1854-ben őrmesterként szerelt le.
1853-ban tanár lett a váci siketnémák intézetében, majd 1889-től az intézet igazgatója. 1857-ben lett rendes tanár. Kisszebenben és Nagykanizsán is tanított.
1867-1890 között a Vác városi Honvédegylet tagja volt. A váci önkéntes tűzoltóegylet főparancsnoka volt. Rajzolóként és rézmetszőként is ismert.

## Művei
- Érdemeket szerzett a siketnémák oktatása és a siketnéma tanítóképzés szervezése körül.[2]
- Természettudományos témájú rézmetszetei ismertek.